# 愛知県道199号高蔵寺小牧線

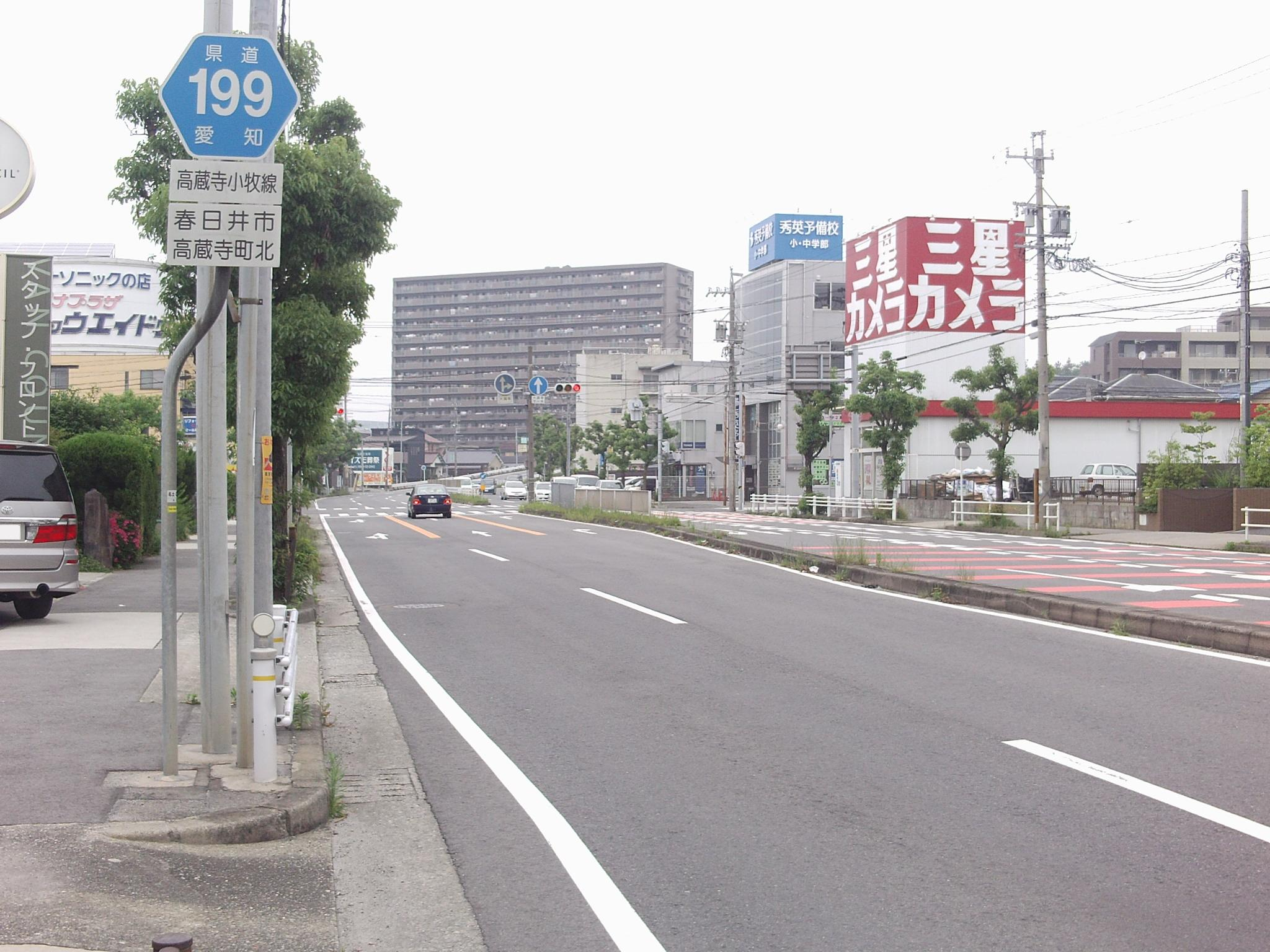
起点（春日井市、旧高蔵寺町域）。

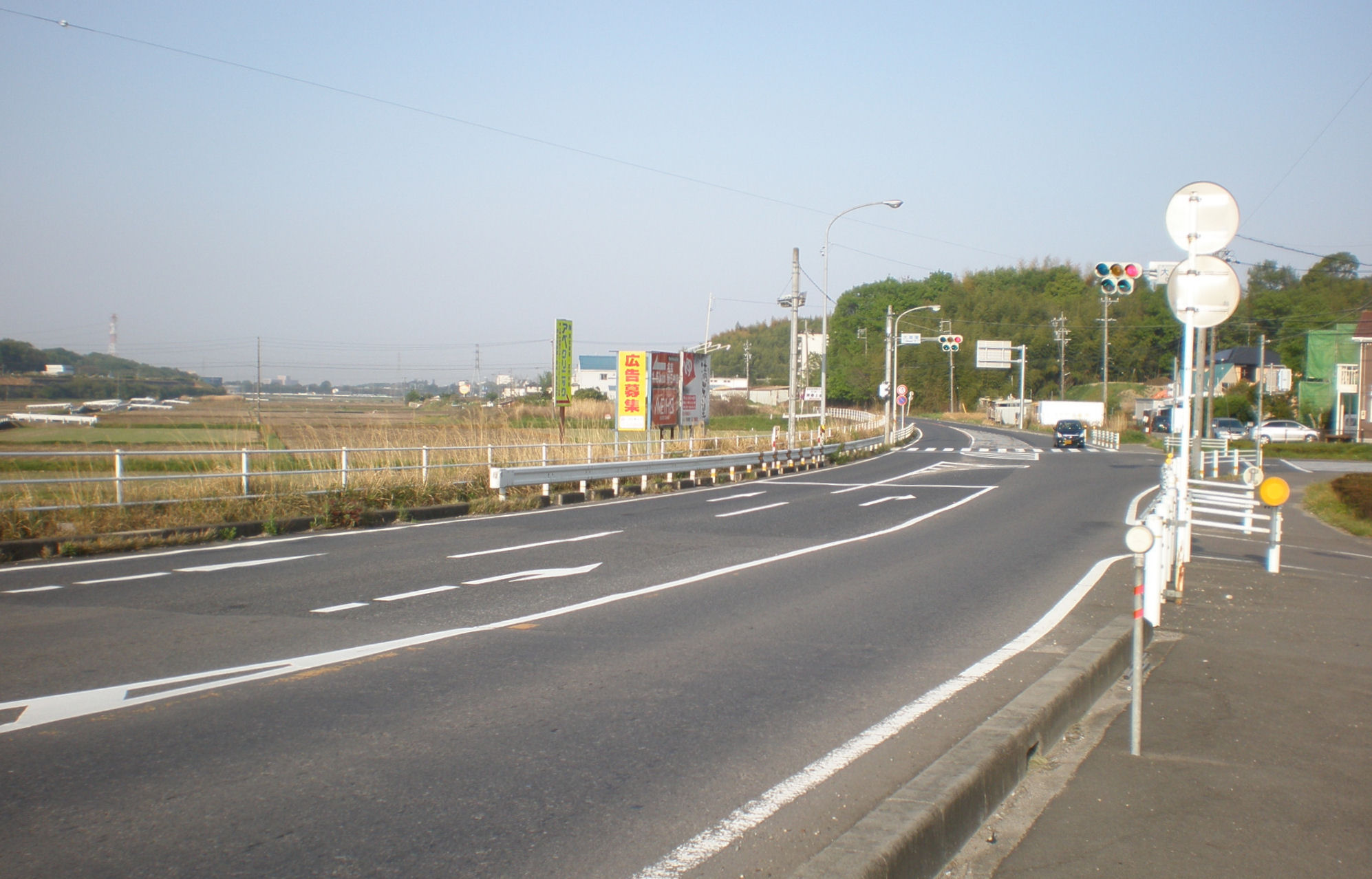
小牧市大草

愛知県道199号高蔵寺小牧線（あいちけんどう199ごう こうぞうじこまきせん）は、愛知県春日井市高蔵寺町から同県小牧市に至る一般県道である。

## 概要

### 路線データ
愛知県法規集に基づく起終点および経過地は次のとおり。
- 起点：春日井市高蔵寺町（高蔵寺北2丁目＝国道155号交点）[座標 1]
- 終点：小牧市（下末西交差点＝国道155号・愛知県道27号春日井各務原線交点）[座標 2]
- 重要な経過地：なし

## 沿革
- 1959年（昭和34年）12月15日
愛知県が県道高蔵寺小牧線として認定[1]。

## 路線状況

### 通称
- 駅広線（春日井市）[要出典]

## 地理

### 通過する自治体
- 愛知県
春日井市 - 小牧市 - 春日井市 - 小牧市

### 交差する道路
- 国道155号（高蔵寺北交差点・新大草橋西交差点・下末西交差点）
- 愛知県道198号一宮小牧線
- 愛知県道508号内津勝川線（下街道）（坂下町1交差点）
- 国道19号（春日井バイパス）（坂下町6南交差点）
- 愛知県道195号荒井大草線
- 愛知県道196号神屋味美線（吉原交差点）
- 愛知県道27号春日井各務原線（下末西交差点）

### 沿線
- 円福寺
- 潮見坂平和公園
- JR中央本線 / 愛知環状鉄道・愛知環状鉄道線 高蔵寺駅
- 春日井駐屯地
- 中部管区警察学校

### 座標
1. ↑  起点：北緯35度15分53.9秒 東経137度2分15.9秒 / 北緯35.264972度 東経137.037750度
2. ↑  終点：北緯35度17分7.5秒 東経136度57分27.8秒 / 北緯35.285417度 東経136.957722度